# David Darg
David Darg (* 20. Jahrhundert) ist ein US-amerikanischer Filmregisseur und Filmproduzent, der ausschließlich im Bereich von Dokumentar-Kurzfilmen in Erscheinung getreten ist.

## Karriere
David Darg begann im Jahr 2010 mit der Tätigkeit als Regisseur beim Dokumentar-Kurzfilm Sun City Picture House.
Für seinen Dokumentar-Kurzfilm Body Team 12 erhielt er bei der Oscarverleihung 2016 eine Oscar-Nominierung in der Kategorie bester Dokumentar-Kurzfilm. Für diesen Film erhielt er einen Emmy bei den Emmy-Awards 2017.

## Filmografie (Auswahl)
- 2010: Sun City Picture House
- 2012: Baseball in the Time of Cholera
- 2013: The Rider and The Storm
- 2014: Mitimetallica
- 2015: Body Team 12
- 2016: Awake VR
- 2016: Rugby Boys of Memphis
- 2017: Fear Us Women